# Jiří Tichý
Jiří Tichý   (Jeneč, 6 de desembre de 1933 - Podivín, 26 d'agost de 2016) és un exfutbolista txec de la dècada de 1960.
Fou 19 cops internacional amb la selecció txecoslovaca amb la qual participà en la Copa del Món de Futbol de 1962.
Pel que fa a clubs, defensà els colors de CH Bratislava i Sparta Praga.